# Kahrīz Beyk
Kahrīz Beyk (persiska: كهريز بيک, كَهريز) är en ort i Iran.   Den ligger i provinsen Zanjan, i den nordvästra delen av landet, 300 km väster om huvudstaden Teheran. Kahrīz Beyk ligger 1 581 meter över havet och antalet invånare är 444.
Terrängen runt Kahrīz Beyk är kuperad.Runt Kahrīz Beyk är det ganska glesbefolkat, med 47 invånare per kvadratkilometer. Närmaste större samhälle är Īlī Bolāgh, 17,9 km nordväst om Kahrīz Beyk. Trakten runt Kahrīz Beyk består i huvudsak av gräsmarker.